# Gorlois
Gorlois na época pré-arturiana era o Duque da Cornualha. Após a morte do Rei da Bretanha, Ambrósio, ele rompeu a jura de seu sucessor, Uther Pendragon, devido a sua esposa, Igraine, se apaixonar pelo novo rei. A traição custou-lhe a vida, seu reino e sua família, que fora tomada por Uther.